# Smith & Wesson Модель 22
Smith & Wesson Модель 22 шестизарядний револьвер подвійної дії, на великій рамці під набій .45 ACP с обоймою швидкого заряджання. Це вдосконалена комерційна версія револьвера M1917 який вперше використали під час Першої світової війни.

## Історія
Створений на основі великої рамки N компанії Smith & Wesson, револьвер спочатку продавали під назвою Модель 1950. Револьвер мав ствол довжиною 5½ дюйми без виступу під стволом та фіксованим прицілом. Модель 25 та Модель 26 були "Цільовими" моделями. Модель 22 була замінена револьвером Smith & Wesson Модель 625 з неіржавної сталі.

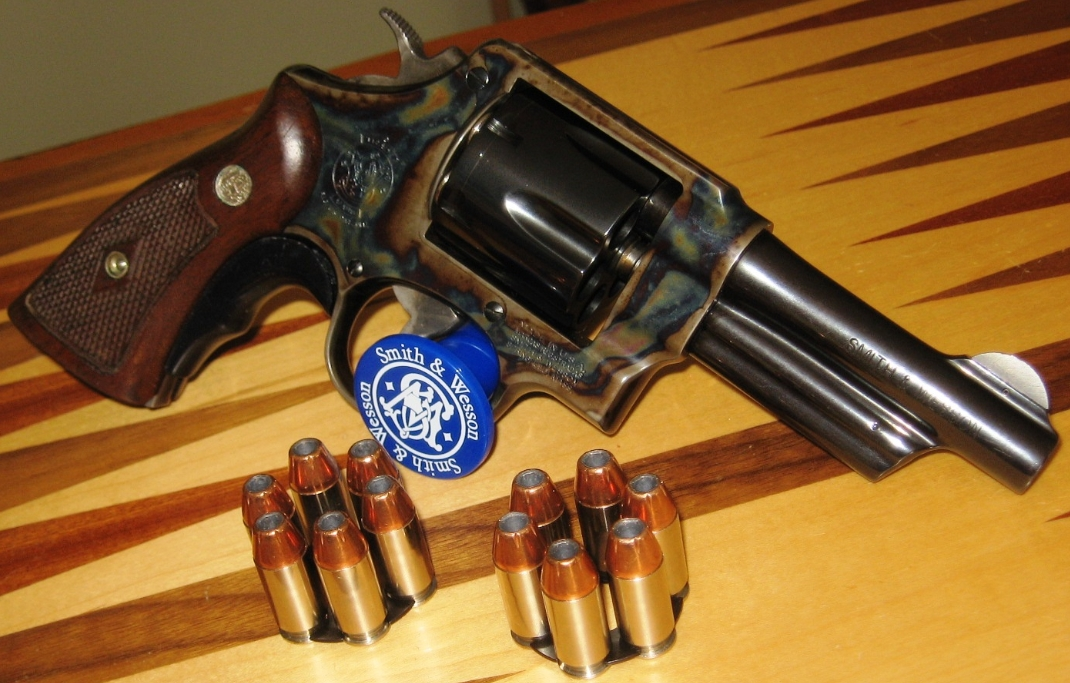
.45 ACP S&W Модель 22-4 серії Heritage

В 2007 році модель 22 було знов представлено в якості револьвера Thunder Ranch. Ця зброя мала ствол довжиною 4 дюйми з підствольним виступом, фіксовані приціл, руків'я з дерева кокоболта внутрішній замок. Популярність цього револьвера змусила S&W продовжити виробництво класичної лінійки під назвою 22-4. Це досить точний револьвер і має більш плавний спусковий механізм, ніж оригінал, швидше за все, через поліпшення виробництва. Було випущено лімітовану партію яскравих нікельованих револьверів. Лише окремі торговці вогнепальною зброєю могли продавати саме цю модель. Деяка кількість револьверів Моделі 22 мала загартовану обробку Turnbull Restorations. Вони мали стволи довжиною 4" та (обмежено) 5.5". Оздоблення, виконане Turnbull, є справжньою загартованою обробкою, а не хімічною, як на вогнепальній зброї інших виробників.

## Обойма швидкого заряджання

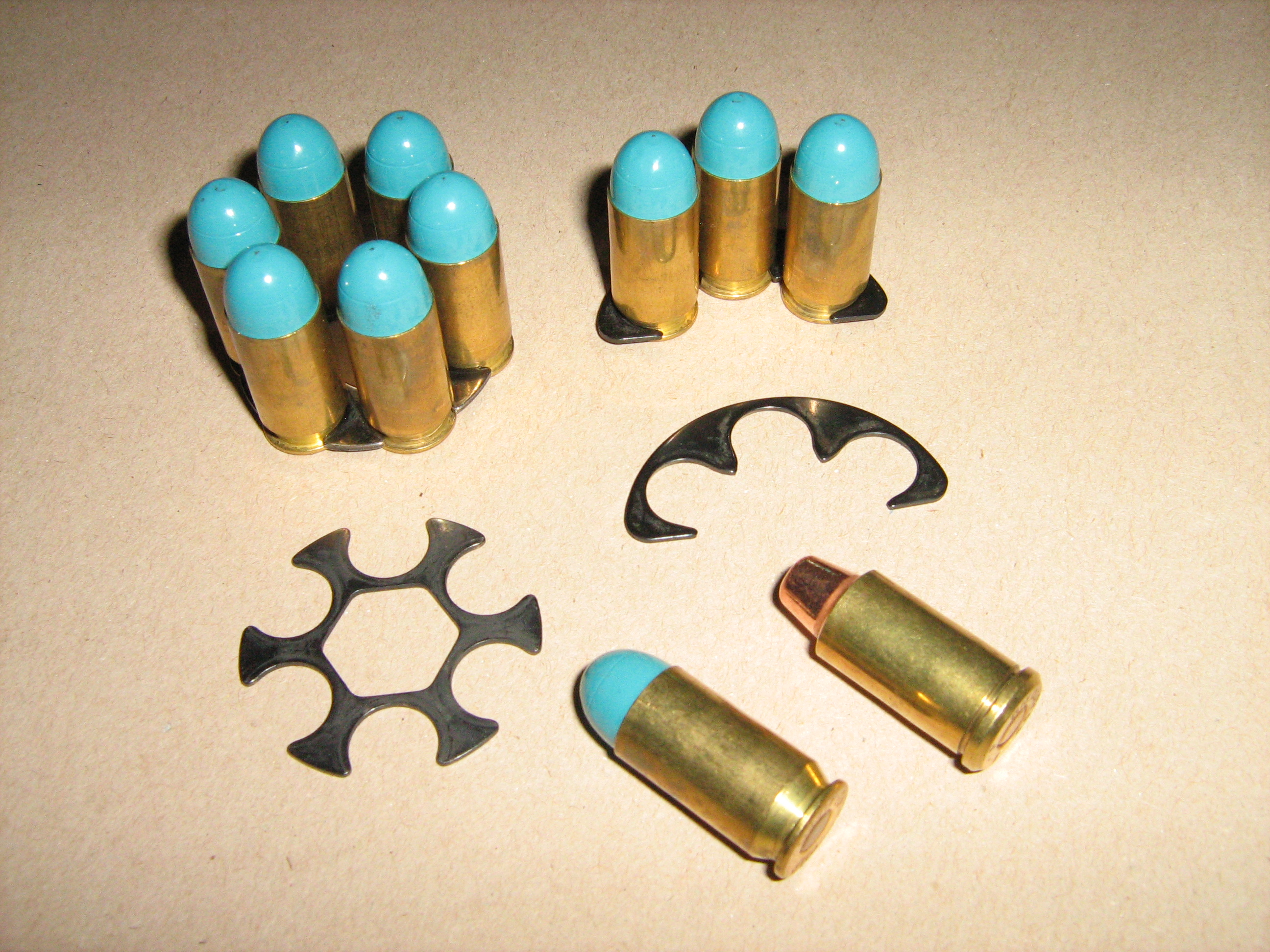
Повна та половинна обойми споряджені набоями .45 ACP та набій зі зрізаною конічною кулею .45 Auto Rim.

Модель 22 було розроблено під набій .45 ACP з використанням обойми швидкого заряджання. Це дозволяє використовувати набої .45 ACP у каморах без обійм швидкого заряджання, але оскільки екстрактор не може підхопити безфланцеві гільзи, порожні гільзи можна видалити лише за допомогою шомполу або олівця. Також в револьвері можна використовувати набій .45 Auto Rim, оскільки їх розробляли для револьверів під набій .45 ACP з обоймами швидкого заряджання. Модель 22 також може стріляти новими набоями .45 GAP, але з використанням обойми швидкого заряджання.